# Xylopia sericea
Xylopia sericea är en kirimojaväxtart som beskrevs av A. St.-hil. Xylopia sericea ingår i släktet Xylopia och familjen kirimojaväxter. Inga underarter finns listade i Catalogue of Life.

## Bildgalleri

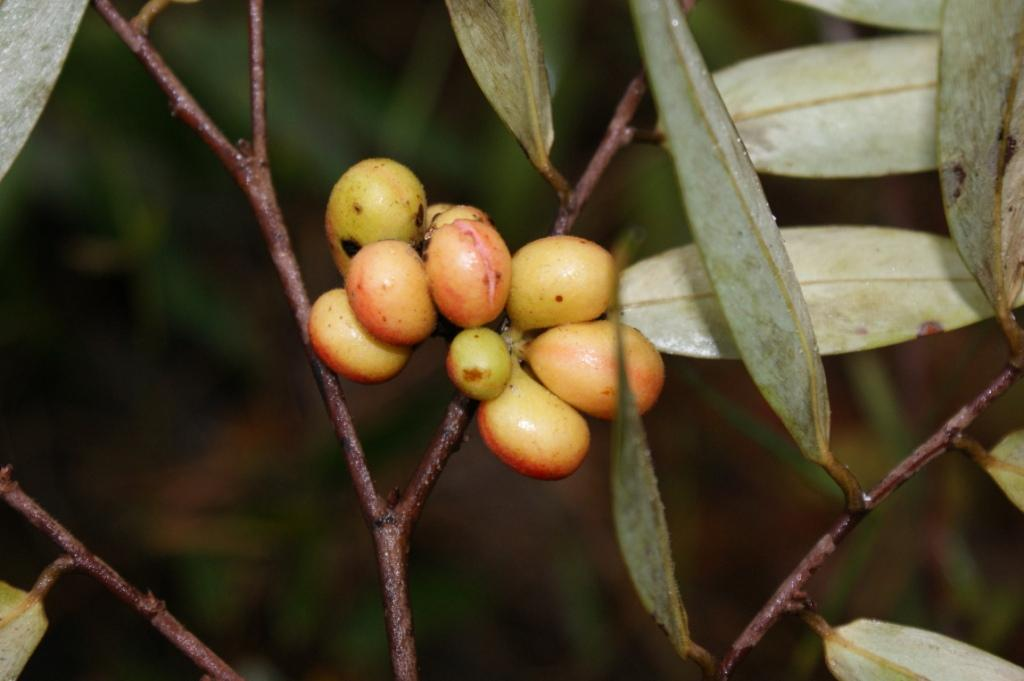
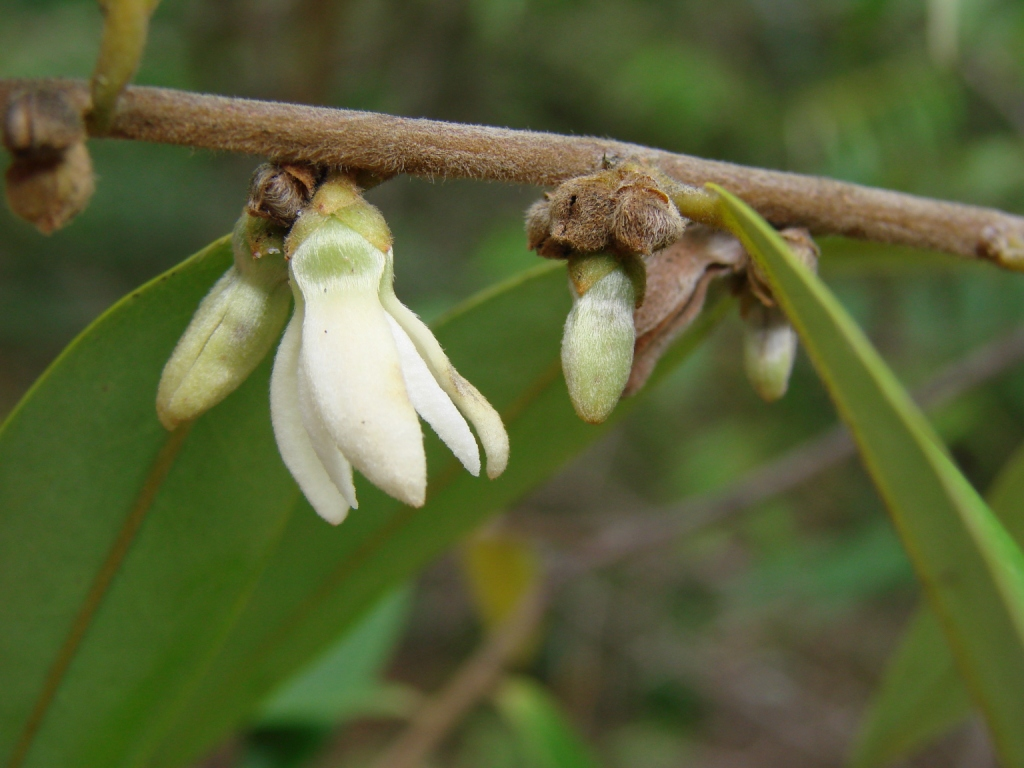